# Callicarpa pauciflora
Callicarpa pauciflora là một loài thực vật có hoa trong họ Hoa môi. Loài này được Chun ex H.T.Chang mô tả khoa học đầu tiên năm 1951.